# Marzęcino

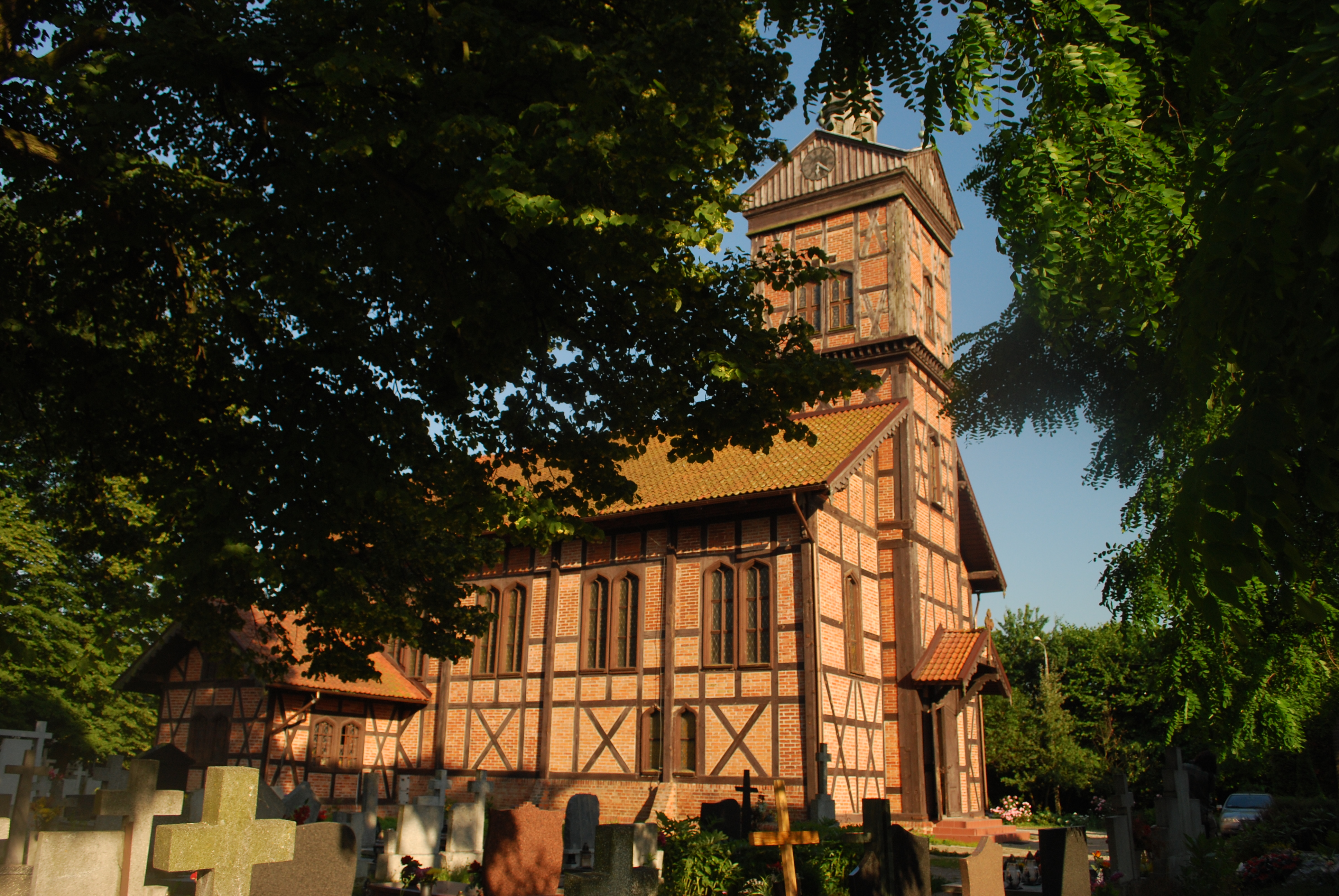
Dorfkirche

Marzęcino (deutsch Jungfer) ist ein Dorf in der Gemeinde Nowy Dwór Gdański der polnischen Woiwodschaft Pommern, Kreis Powiat Powiat Nowodworski im Weichseldelta in der historischen Region Żuławy Wiślane.

## Geographie
Bei dem Dorf liegen die tiefsten Punkte in Polen, bis zu  2,07 Meter unter dem Meeresspiegel. Das ergaben neuere Messungen von 2013 aus Gdańsk. Bis dahin hatte Raczki Elbląskie als tiefster Ort  im Land gegolten.

## Sehenswürdigkeiten
- Dorfkirche